# Високий (Таловський район)
Високий (рос. Высокий) — селище у Таловському районі Воронезької області Російської Федерації.
Населення становить 1280 осіб (2010). Входить до складу муніципального утворення Каменно-Степне сільське поселення.

## Історія
Населений пункт розташований у межах українського історичного регіону Східна Слобожанщина.
Від 1928 року належить до Таловського району, спочатку в складі Центрально-Чорноземної області, а від 1934 року — Воронезької області.
Згідно із законом від 15 жовтня 2004 року входить до складу муніципального утворення Каменно-Степне сільське поселення.

## Населення
| 2010 |
| ---- |
| 1280 |